# الثويعة (بني سعد)

تعديل مصدري - تعديل

الثويعة هي إحدى قرى عزلة بني حمادي بمديرية بني سعد التابعة لمحافظة المحويت، بلغ تعداد سكانها 154 نسمة حسب تعداد اليمن لعام 2004.